# جارود واشبورن
جارود واشبورن (بالإنجليزية: Jarrod Washburn)‏ هو لاعب كرة قاعدة أمريكي، ولد في 13 أغسطس 1974 في لاكروس في الولايات المتحدة.

## وصلات خارجية
- جارود واشبورن على موقع دوري كرة القاعدة الرئيسي (الإنجليزية)
- جارود واشبورن على موقعبيزبول رفرنس.كوم (الدوري الرئيسي) (الإنجليزية)
- جارود واشبورن على موقعبيزبول رفرنس.كوم (الدوري الثانوي) (الإنجليزية)
- جارود واشبورن على موقع إي إس بي إن.كوم (أم.أل.بي) (الإنجليزية)
- جارود واشبورن على موقع مشجعي الرسوم البيانية (الإنجليزية)